# Kanton Schinne

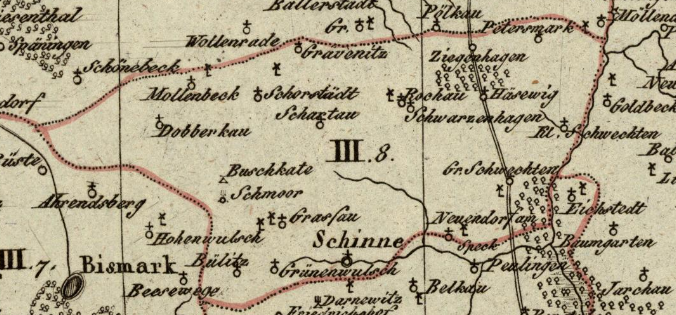
Der Kanton Schinne (III.8) im Distrikt Stendal des Departement der Elbe

Der Kanton Schinne (auch Canton Schinne) war eine Verwaltungseinheit des Königreichs Westphalen. Er bestand von 1807 bis zur Auflösung des Königreichs Westphalen im Oktober des Jahres 1813 und gehörte nach der Verwaltungsgliederung des Königreichs zum Distrikt Stendal des Departement der Elbe. Kantonshauptort (chef-lieu) war Schinne im Landkreis Stendal (Sachsen-Anhalt).

## Geschichte
Im Frieden von Tilsit musste Preußen 1807 neben anderen Gebieten auch die Altmark und das Herzogtum Magdeburg westlich der Elbe an das in diesem Jahr neu gegründete Königreich Westphalen abtreten. Aus diesen Gebieten und kleineren, vom Königreich Sachsen abgetretenen Gebieten wurde das Departement der Elbe gebildet, das in vier Distrikte (Magdeburg, Neuhaldensleben, Stendal und Salzwedel) gegliedert war. Der Distrikt Stendal untergliederte sich weiter in 13 Kantone (cantons), darunter der Kanton Schinne. Zum Kanton Schinne gehörten 8 Gemeinden (von der heutigen Schreibweise abweichende Originalschreibweisen sind kursiv):
- Schinne,[3] Dorf, Kantonshauptort (chef-lieu)
- Grassau, Dorf, mit Friedrichshof (Schmoor), Bülitz und Grünenwulsch (Grünenbusch)
- Dobberkau (Doberkau), Dorf, mit Möllenbeck
- Schorstedt (Schorstädt), Dorf, mit Schartau und Grävenitz
- Rochau, Dorf, mit Schwarzenhagen
- Petersmark, Dorf, mit den Weilern Häsewig und Ziegenhagen
- Klein Schwechten, Dorf
- Groß Schwechten, Dorf, mit Neuendorf am Speck (Nauendorf am Speck)

Die Orte gehörten vor/bis 1807 zum Stendalischen Kreis der Provinz Altmark der Mark Brandenburg.
1808 hatte der Kanton Schinne 2891 Einwohner 1811 hatte der Kanton Schinne eine Fläche von 2,56 Quadratmeilen und 2374 Einwohner. 1811 war ein von Bülow in Klein Schwechten Kantonmaire. Nach dem Hof- und Staatskalender von 1812 hatte der Kanton Schinne 2874 Einwohner. Kantonmaire war aber nun Heinrich Christian Brandt zu Klein Schwechten.
Mit dem Zerfall des Königreich Westphalen nach der Völkerschlacht bei Leipzig wurde die vorherige preußische Verwaltungsgliederung wieder hergestellt. In der Kreisreform von 1816 kam das Gebiet des Kantons Schinne zum Kreis Stendal.